# ۱۶۰۳ (میلادی)
۱۶۰۳ (میلادی) هزار و ششصد  و سومین سال تقویم میلادی است.

## زادگان
- ۱۶ اوت – آدام اولئاریوس، مترجم، نویسنده، زبان‌شناس، کتابدار، ریاضی‌دان، و دیپلمات آلمانی (د. ۱۶۷۱)
- ۱۰ اکتبر – آبل تاسمان، کاشف هلندی (د. ۱۶۵۹)

## درگذشتگان
- ۲۴ مارس – الیزابت یکم (انگلستان)، سیاست‌مدار بریتانیایی (ز. ۱۵۳۳)